# Mannit
Mannit (der Mannit), auch (das) Mannitol, ist ein Zuckeralkohol und leitet sich strukturell von der Mannose ab. Er kommt in der Natur als D-Mannitol vorwiegend in Salzpflanzen (Halophyten), aber auch in Pilzen, Algen und Tieren vor.
Der Name stammt vom süßen Saft der Manna-Esche (Fraxinus ornus L.). Der eingetrocknete Saft der Manna-Esche enthält 13 % Mannit.
Mannit wird besonders in Braunalgen (bis zu 40 % der Trockenmasse), Pilzen, Flechten, Ölbaumgewächsen und Braunwurzgewächsen akkumuliert. Bekannte Pflanzen mit hohen Mannitgehalten sind Feigen und Olivenbäume. Mannit kommt auch im Saft der Lärche sowie in Meeresalgen der Gattung Laminaria (der Gehalt kann bei bis zu 20 % liegen) vor.
Mannit wird aus Fructose durch Hydrierung (wie andere Polyole Sorbit und Maltit) gewonnen. In der Weinherstellung gilt der Mannitstich als Weinfehler.

## Verwendung
Mannit findet als Zuckeraustauschstoff (Zusatzstoffnummer E 421) Verwendung. Bezogen auf Saccharose hat eine 10%ige Lösung eine Süßkraft von 50–69 %.
Mannit wird ferner als pharmazeutischer Hilfsstoff (u. a. zur Tabletten- und Kapselherstellung) und als Arzneistoff in der Pharmaindustrie verwendet. 

### Therapeutische Verwendung

#### Intravenöser Einsatz
Mannit ist das am häufigsten verwendete Osmodiuretikum. Es wird im menschlichen Organismus nicht verstoffwechselt. Mannit wird unverändert über die Nierenkörperchen filtriert, ohne dass es im weiteren Verlauf des Nierenkanälchens zurück resorbiert wird. Dadurch wird Wasser, welches normalerweise rückresorbiert würde, im frisch gebildeten Harn (Primärharn) osmotisch zurückgehalten. Die Wasserausscheidung wird dadurch erhöht. Angezeigt ist Mannit zur Vorbeugung gegen akutes Nierenversagen prärenaler Ursache (etwa bei Blut- und Flüssigkeitsverlusten nach Operationen, Traumen, Schockzuständen, Verbrennungen) sowie zur Hirn- und Augendrucksenkung und beschleunigten Diurese bei Vergiftungen.

#### Peroraler Einsatz
Mannit wird ebenfalls als mildes Abführmittel (Laxans) verwendet.
Zur Vorbereitung von MRT-Untersuchungen des Dünndarms kann eine Mannitol-Lösung als Kontrastmittel verwendet werden. Auch in der Computertomografie wird Mannitol-Lösung als negatives Kontrastmittel zur Kontrastierung des Magen-Darm-Traktes verabreicht.

#### Inhalativer Einsatz
In der Entwicklung ist ein Trockenpulverinhalat zur verbesserten Verflüssigung der Schleimschicht in den Bronchien bei einer Mukoviszidose oder der Atemwegserkrankung COPD. Darin ersetzt Mannit teilweise die Funktion des durch die Chloridsekretionsstörung fehlenden Salzes und erhöht durch eine Steigerung der Konzentration wasseranziehender gelöster Teilchen den Flüssigkeitsgehalt des periziliären Flüssigkeitsfilmes, der für die Funktion der Zilien (Flimmerhärchen) und den Abtransport der darauf liegenden Schleimschicht unerlässlich ist. Außerdem soll Mannit die Viskosität des Schleims günstig beeinflussen und die Wirkung der Zilien stimulieren. Phase 2-Studien laufen bei Mukoviszidose, Phase 3-Studien bei COPD (Stand Januar 2006).

### Verwendung in mikrobiologischen Testverfahren
In der Mikrobiologie wird häufig Mannit-Rhodanid-Agar verwendet, um z. B. Azotobacter oder Staphylococcus anzureichern. Dazu wird Erde auf den stickstofffreien Agar (N2-Fixierer) aufgetragen. Die Inkubation erfolgt im Dunkeln bei 30 °C. Man ist so in der Lage, aerobe Säurebildner nachzuweisen (Bromthymolblau erfährt einen Farbumschlag von blau nach gelb).

### Verwendung als Sprengstoff
Mannitolhexanitrat ist ein selten gebrauchter Sprengstoff und Initialsprengstoff. Aufgrund seiner Empfindlichkeit ist er überwiegend durch handhabungssicherere Sprengstoffe ersetzt worden.

### Missbrauch als Streckmittel von illegalen Substanzen
Mannit wird aufgrund der ähnlichen äußerlichen Eigenschaften häufig als Streckmittel für illegale Drogen, meist Kokain oder Amphetamin, genutzt.

## Mannitsynthese aus Mannose
Nicht mehr üblich ist die industrielle Herstellung von künstlichen Harzen aus Mannit. Dabei wird Mannit über Reduktion von Mannose gewonnen. Dazu wird Zink in Schwefelsäure in Gegenwart von Mannose umgesetzt. Dabei entstehen Mannit und Zinksulfat.
{\displaystyle \mathrm {C_{6}H_{12}O_{6}\ +\ Zn\ +\ H_{2}SO_{4}\longrightarrow \ C_{6}H_{14}O_{6}\ +\ ZnSO_{4}} }
Die eigentliche Reaktion ist jedoch eine Reduktion der Mannose durch den bei der Umsetzung von Zink mit Schwefelsäure entstehenden naszierenden Wasserstoff:
{\displaystyle \mathrm {C_{6}H_{12}O_{6}\ +H_{2}\ {\xrightarrow {Zn/H_{2}SO_{4}}}\ C_{6}H_{14}O_{6}} }

## Handelspräparate
- Arzneimittel: Osmofundin (DE, AT), Osmosteril (DE, AT) und generische Zubereitungen.